# أندريه كلارو
أندريه كلارو هو لاعب كرة قدم برتغالي في مركز الهجوم، ولد في 31 مارس 1991 في فيلا نوا دغايا في البرتغال. شارك مع منتخب البرتغال تحت 18 سنة لكرة القدم. أما مع النوادي، فقد لعب مع فيتوريا سيتوبال ونادي أروكا ونادي فاماليساو.

## وصلات خارجية
- أندريه كلارو على موقع قاعدة بيانات كرة القدم.إي يو (الإنجليزية)
- أندريه كلارو على موقع Soccerway.com (الإنجليزية)
- أندريه كلارو على موقع AS.com (الإسبانية)